# Joe Bryant
Joseph Washington Bryant  (19 de outubro de 1954, Filadélfia, Pensilvânia – 16 de julho de 2024) foi um ex-jogador de basquete profissional e treinador norte-americano, famoso por ter jogado no Philadelphia 76ers. Ele já havia sido treinador do Los Angeles Sparks da WNBA, onde foi o primeiro treinador a partir de 22 de agosto de 2005 até 4 de abril de 2007. Seu filho, Kobe Bryant, também foi basquetebolista.

## Carreira de jogador
Depois de estrelar na Universidade La Salle, Bryant, foi convocado na primeira rodada pelo Golden State Warriors, em 1975. Antes do início da temporada, porém, ele foi negociado para a equipe de sua cidade natal, o Philadelphia 76ers, onde jogou durante quatro temporadas. Bryant voltou para a costa oeste, quando foi negociado pelo 76ers para o San Diego Clippers, onde jogou de 1980 a 1982.
Depois de uma temporada final da NBA com o Houston Rockets em 1983, Bryant foi à Europa, jogando sete temporadas na Itália, com clubes da Liga Italiana A1 e A2 do. Ele jogou com o clube italiano Sebastiani Rieti (1984-1986), Reggio Calabria (1986-1987), Pistoia (1987-1989) e Reggio Emilia (1989-1991). Ele tinha o dobro de jogos e 53 pontos com o Pistoia na temporada 1987-88.
Bryant continuou a jogar em seus cinquenta anos, aparecendo em vários jogos para o Boston Frenzy da incipiente American Basketball Association.

## Morte
Bryant morreu em 16 de julho de 2024 por conta de um derrame cerebral.